# Port de Peníscola

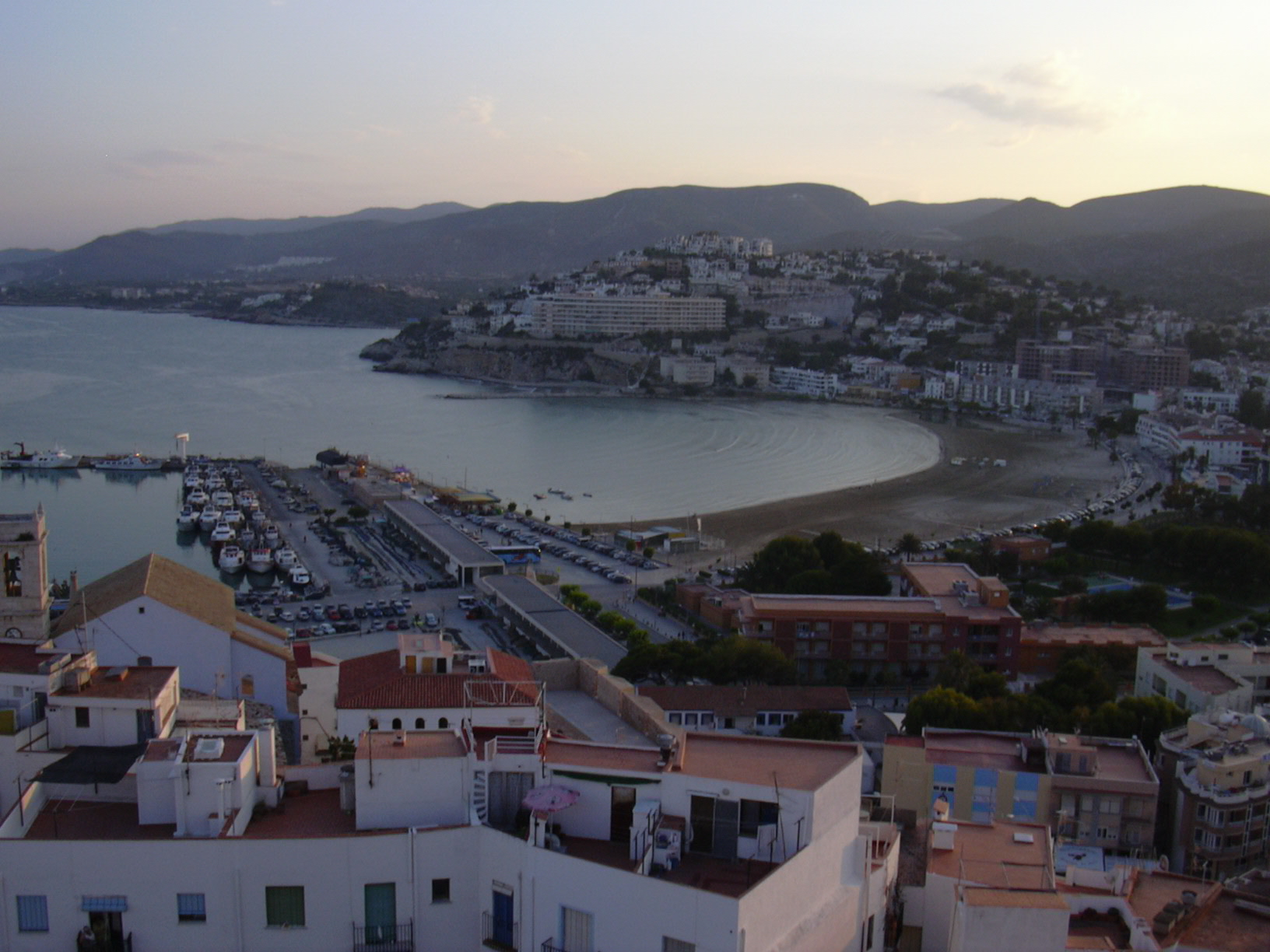
Vista parcial del port junt a la Platja Sud.

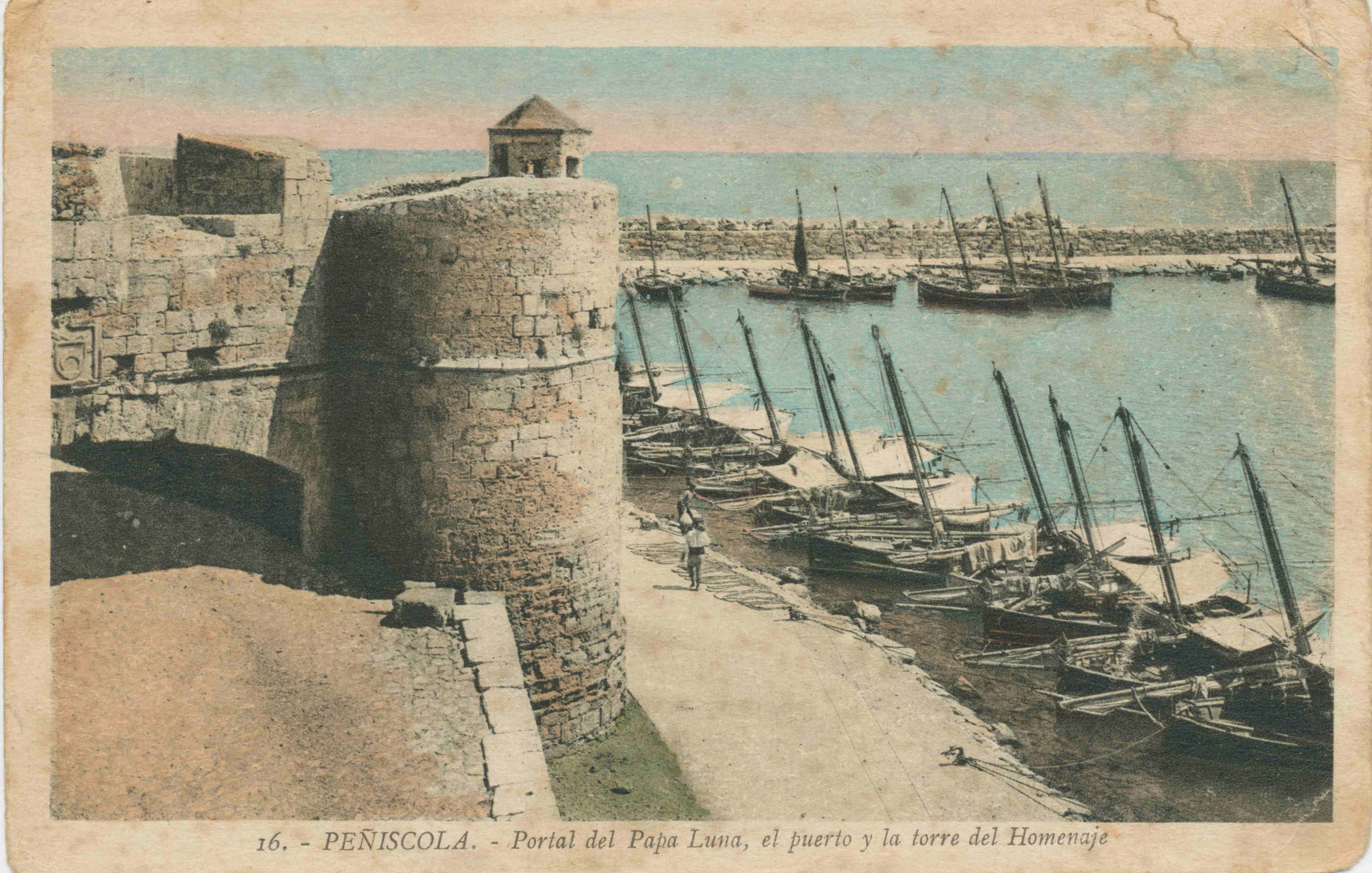
Vista del portal de Sant Pere i el port durant els anys 30

El Port de Peniscola se situa en el municipi valencià de Peníscola, al Baix Maestrat. Compta amb 78 amarris per a una eslora màxima permesa de 20 m, amb un calat en bocana de 5 metres. Va ser construït l'any 1922.

## Característiques
Compta amb les següents característiques:
- Superfície de terra: 39.704 m²
- Superfície d'aigua abrigada: 40.298 m²
- Calat en la bocana: 5 m
- Nombre d'amarraments esportius de gestió directa: 78
- Eslora màxima: 8 m
- Calat: 2,5 – 4 m

## Instal·lacions
Compta amb els següents serveis:
- Serveis de Grua
- Benzinera
- Zona de port sec per a hivernar embarcacions
- Serveis de remolcatge de vaixells fins a 6 milles nàutiques
- Estació nàutica Benicarló-Peníscola

## Activitat esportiva
Existeixen tres modalitats esportives: pesca, vela i caiac de mar.

## Distàncies a ports propers
- Port de Benicarló: 3,8 mn
- Port Esportiu de les Fonts (Alcossebre): 8,6 mn
- Port de Castelló de la Plana: 30 mn